# Federación de Estudiantes de la Universidad de Chile
La Federación de Estudiantes de la Universidad de Chile (FECh) es la organización nacional que aglutina a todos los estudiantes que están matriculados en carreras de pregrado y posgrado de la Universidad de Chile. En la FECh están federados los Centros de Estudiantes de las diferentes carreras de pregrado. A nivel nacional, se encuentra adscrita a la Confederación de Estudiantes de Chile (Confech).
Fue fundada en 1906, con lo que se convierte en una de las primeras organizaciones estudiantiles de su tipo en el continente. A lo largo de su existencia ha sido un actor más o menos relevante en la historia política y social de Chile, destacando su participación en el derrocamiento de la dictadura de Carlos Ibáñez del Campo, el proceso de reforma universitaria iniciado en la Pontificia Universidad Católica de Valparaíso hacia 1967, las manifestaciones de oposición a la dictadura militar liderada por Augusto Pinochet y las diversas movilizaciones estudiantiles ocurridas desde el retorno a la democracia en 1990.

## Historia

### 1906-1919

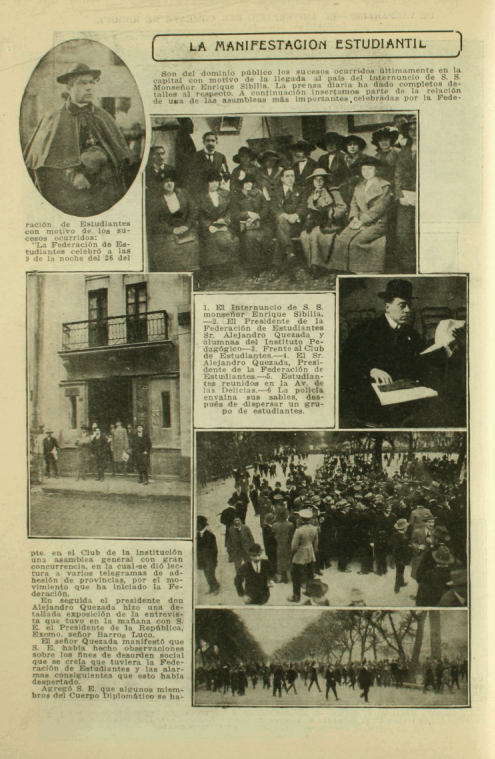
Página de la revista Zig Zag, describiendo la manifestación contra monseñor Enrique Sibilia en 1913.

La Federación de Estudiantes de la Universidad de Chile es la asociación estudiantil más antigua de Chile. Fundada en los albores del siglo XX, el 21 de octubre de 1906, bajo el incondicional apoyo del rector radical don Valentín Letelier, para defender los derechos y representar las opiniones de los estudiantes de la Universidad de Chile, así como para brindar asistencia social a los trabajadores y los desposeídos. Pese al apoyo de Letelier, y sobre todo después de su renuncia al sillón de Bello, comenzó paulatinamente a enfrentarse con el establishment universitario. Pese a esto, se convirtió en un actor importante de la vida social y política chilena.
Desde 1907 organizó las primeras manifestaciones estudiantiles en las que cuestionó incluso al propio rector Letelier. El rival tradicional de los estudiantes en dichas protestas fue la Universidad Católica, institución predilecta de la élite chilena. Con el tiempo los enfrentamientos con los estudiantes católicos se volvieron periódicos. En 1911 la organización apoyó al académico alemán Max Westenhofer de la Facultad de Medicina, cuando este fue expulsado de la Universidad y del país, por escribir un polémico documento –el «Informe Westenhofer»– donde criticaba la precaria situación en que vivía la clase obrera de Chile.
En 1913 organiza grandes manifestaciones públicas para oponerse a la llegada a Santiago del prelado de la Iglesia Católica, Monseñor Sibilia (por las opiniones de este, en el conflicto del Caso Tacna y Arica entre Perú y Chile) lo que significó un distanciamiento del establishment oligárquico y un paulatino acercamiento a los grupos de izquierda y anarquistas que gobernaron la Federación entre 1918 y 1922.
La FECh no fue parte del movimiento latinoamericano de reforma universitaria. Sus actividades estudiantiles y asistencialistas como la Universidad Popular Lastarria que tenía como fin de educar a las clases trabajadoras o las escuelas nocturnas para obreros fueron parte de las acciones tradicionales que efectuó desde su fundación. Es en esta época cuando se fundan los dispensarios (farmacias gratuitas) de los estudiantes del área de la Salud y las clínicas jurídicas donde los estudiantes de derecho gratuitamente aportaran sus conocimientos a los más pobres, actividad que terminará siendo absorbida por la institucionalidad. También por su influencia, los estudiantes de liceos comenzaron a organizarse, constituyendo en 1919 la Federación de Estudiantes Secundarios.
En el ámbito cultural, la Federación se destacaba en aquella época, mediados de la década de 1910, por ser la organizadora de las Fiestas de la Primavera y el Día de los Estudiantes, actividades que derivaron en un enfrentamiento cada vez más claro con la cultura católica y conservadora al punto, que los estudiantes de la Universidad de Chile comenzaron a celebrar solo esas fiestas.

### 1920-1939
En los años 1920 se consideraba anarcosindicalista. Su medio de difusión era la revista Claridad, que tuvo como redactores a Alberto Rojas Jiménez, Juan Gandulfo, Alfredo Demaría, José Santos González Vera y Pablo Neruda. Desde esa tribuna la Federación de Estudiantes cuestionó a gobiernos como el de Arturo Alessandri Palma. Al fin del gobierno de Juan Luis Sanfuentes, las dudas planteadas por la FECh respecto de los motivos de la llamada Guerra de don Ladislao le significó la destrucción de su sede el 21 de julio de 1920, por parte de una horda de jóvenes católicos, conservadores, a vista y paciencia de la policía. Los jóvenes que estaban en la sede escaparon por una casa contigua, motivo por el cual se les detuvo por violación de domicilio. 
En la revista Claridad escribieron grandes de la literatura chilena, americana y mundial como Pablo Neruda, Juan Gandulfo, Manuel Rojas, José Santos González Vera. Nació poco después de la muerte del joven poeta José Domingo Gómez Rojas, figura que se transformó en un mito en sus páginas.
En los años 1930 la FECh organizó la participación decisiva del movimiento estudiantil contra el gobierno de Carlos Ibáñez del Campo, lo que terminó con su derrocamiento en julio de 1931. El mito dice que uno de los líderes de aquella movilización fue Salvador Allende que fungiría como vicepresidente de la organización, quien décadas más tarde llegaría a la presidencia de la República como el primer mandatario socialista elegido por sufragio libre y universal. Pero no hay ninguna prueba documental que Allende fuera dirigente, pero sí destacó en uno de los grupos estudiantiles más importantes de la época, el Grupo Avance, cuna de muchos líderes políticos de izquierda.

### 1940-1969
En 1940 el presidente de Facultad de Arquitectura Jorge Niño de Zepeda, fundó la Escuela Nocturna para Obreros de la Construcción (ENOC), para educar a la clase obrera, la que se mantiene en funcionamiento hasta la actualidad en dicha Facultad.
En 1942 la federación pierde su carácter de representación de los estudiantes a nivel nacional y se convierte en la federación exclusiva de la Universidad de Chile, en 1943 después de haber sido parte del movimiento fundador, vuelven a presidir los radicales bajo la figura de Carlos Diemer. 
En 1948 la Federación destacará en su lucha callejera oponiéndose a la promulgación de la Ley de Defensa Permanente de la Democracia más conocida como Ley Maldita, por considerar que con el pretexto de defender la democracia se condenaba los pensamientos o ideología de las personas y no las acciones. Esta ley implicó la expulsión de antiguos miembros de la FECh de sus cargos (Rudecindo Ortega, Pablo Neruda, etc). Nueve años después la organización fue una de las convocantes a las jornadas de abril de 1957 contra el segundo gobierno de Ibáñez.
En 1964, tras su victoria en las elecciones, el candidato democratacristiano don Eduardo Frei Montalva agradeció a sus electores, y en particular a los jóvenes que cumplieron un papel relevante, desde la sede principal de esta Federación.
Hacia 1967, los estudiantes universitarios impulsaron el proceso de reforma universitaria. Este movimiento, que hundía sus raíces en los eventos acontecidos en Córdoba en 1918, fue parte de una oleada de rebeldía estudiantil a lo largo de todo el continente latinoamericano y del mundo que tuvo variadas expresiones: desde el «mayo francés» y los acontecimientos de la Universidad de Berkeley hasta los que buscaban poner la Universidad al servicio del pueblo, democratizando la cultura y la enseñanza. En Chile este movimiento comenzó en las universidades católicas –que eran más conservadoras y donde el contraste era más agudo– pero rápidamente llegó a la Universidad de Chile, que era la principal universidad del país, poniéndose la Federación a la cabeza del proceso.

### 1970-1989

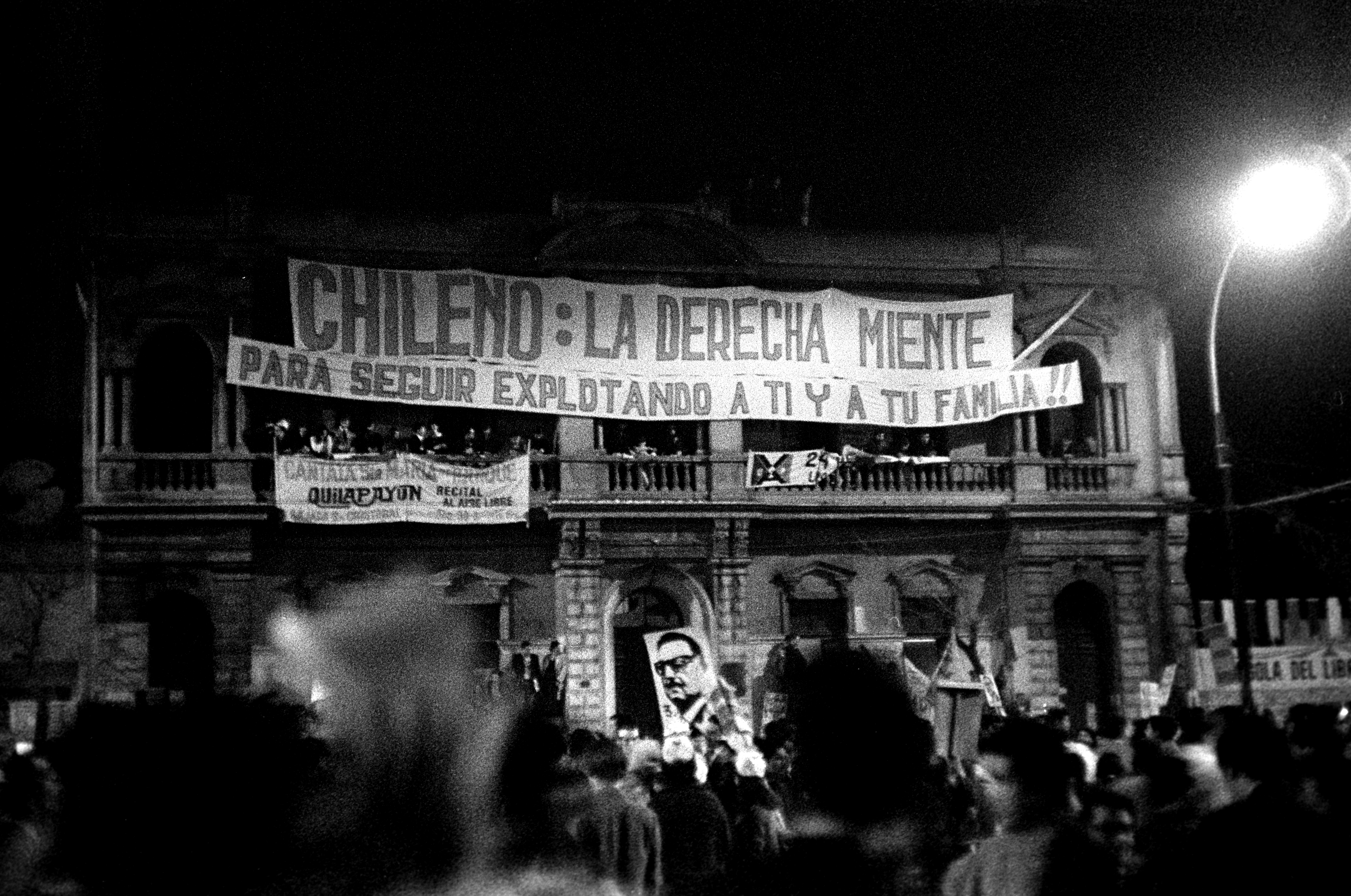
Antigua sede de la FECh, durante la celebraciones por el triunfo de Salvador Allende en la elección presidencial de 1970.

Al igual que Frei Montalva lo hizo seis años antes, el 4 de septiembre de 1970, el entonces Presidente de Chile electo Salvador Allende dio su discurso de la victoria desde los balcones del edificio de la FECh. Durante la Unidad Popular, al igual que el resto de la sociedad chilena, la Federación vivió una profunda radicalización y apoyó el proceso revolucionario en gestación, no sin oposición interna, que derivó en tomas de establecimientos como la acontecida en la Facultad de Derecho en 1972, controlada por estudiantes democratacristianos.
Después del golpe de Estado del 11 de septiembre de 1973, la dictadura militar clausuró la Federación y persiguió a sus principales dirigentes acusados de atentar contra el gobierno. En reemplazo de esta se estableció la Federación de Centros de Estudiantes de la Universidad de Chile (Fecech), la cual tuvo entre sus presidentes a Pablo Longueira. Ésta se caracterizó por adherir a la línea del gobierno en contraposición de sus antiguos líderes. En 1979, en un congreso clandestino de dirigentes universitarios se restableció la Federación y compitió de forma paralela con la organización oficialista, hasta superarla a comienzos de 1980.
El 24 y 25 de octubre de 1984 se realizaron las primeras elecciones democráticas en la FECh desde 1973. En ella triunfó la Oposición Unida (conformada principalmente por la Democracia Cristiana Universitaria, el Bloque Socialista y las Juventudes Comunistas de Chile), encabezada por Yerko Ljubetic y que obtuvo 9022 votos frente a los 2127 del Frente Universitario (Unión Nacional y Partido Nacional), 892 de los gremialistas, 661 de los nacionalistas y 426 de los humanistas.
Durante esa década la FECh se dirigió críticamente contra las políticas educacionales de la dictadura. En 1987 logró convocar a un paro general de la Universidad, incluyendo a la casi totalidad del claustro académico, de los funcionarios y de los estudiantes contra el rector designado José Luis Federici, paralizando las funciones de la Universidad por dos meses, hasta que las autoridades de la dictadura militar se vieron forzadas a reemplazarlo por Juan de Dios Vial Larraín.
La dictadura militar separó de la institución las sedes regionales y otros institutos que la Universidad había creado. Esto implicó que las organizaciones estudiantiles separadas en las regiones se independizaran, pero que las que eran de Santiago como la del Instituto Pedagógico y el Instituto Profesional de Santiago siguieran participando en la FECh aun cuando jurídicamente pertenecieran a otras universidades (UMCE y UTEM). Eso explica que la elección de Arturo Barrios no fuera reconocida por el rector de la época ya que este era alumno del ex-Pedagógico. Esta situación se prolongó hasta entrado los años 1990 cuando las directivas de dichas organizaciones decidieron separarse.
Durante esta época destacarán la evolución de los trabajos voluntarios organizados por la FECh. Durante la dictadura estos tenían un carácter marcadamente político dadas las circunstancias, pero tras el plebiscito del 88 serán de trabajo social en medicina, veterinaria, construcción de salas, juegos infantiles y sedes sociales, etc. Esto traerá como consecuencia que las demás organizaciones estudiantiles evolucionen sus propios trabajos en forma similar y que luego el Estado cree un proyecto para que los jóvenes profesionales colaboren en zonas aisladas: Proyecto País.
A fines de la década de 1980 el preuniversitario de la FECh tomó un carácter comercial y privado. Eso llevó a que los jóvenes que deseaban mantener el espíritu social de la FECh organizaran fuera de esta, los preuniversitarios populares, los cuales se difundirán por el país.

### Desde 1990

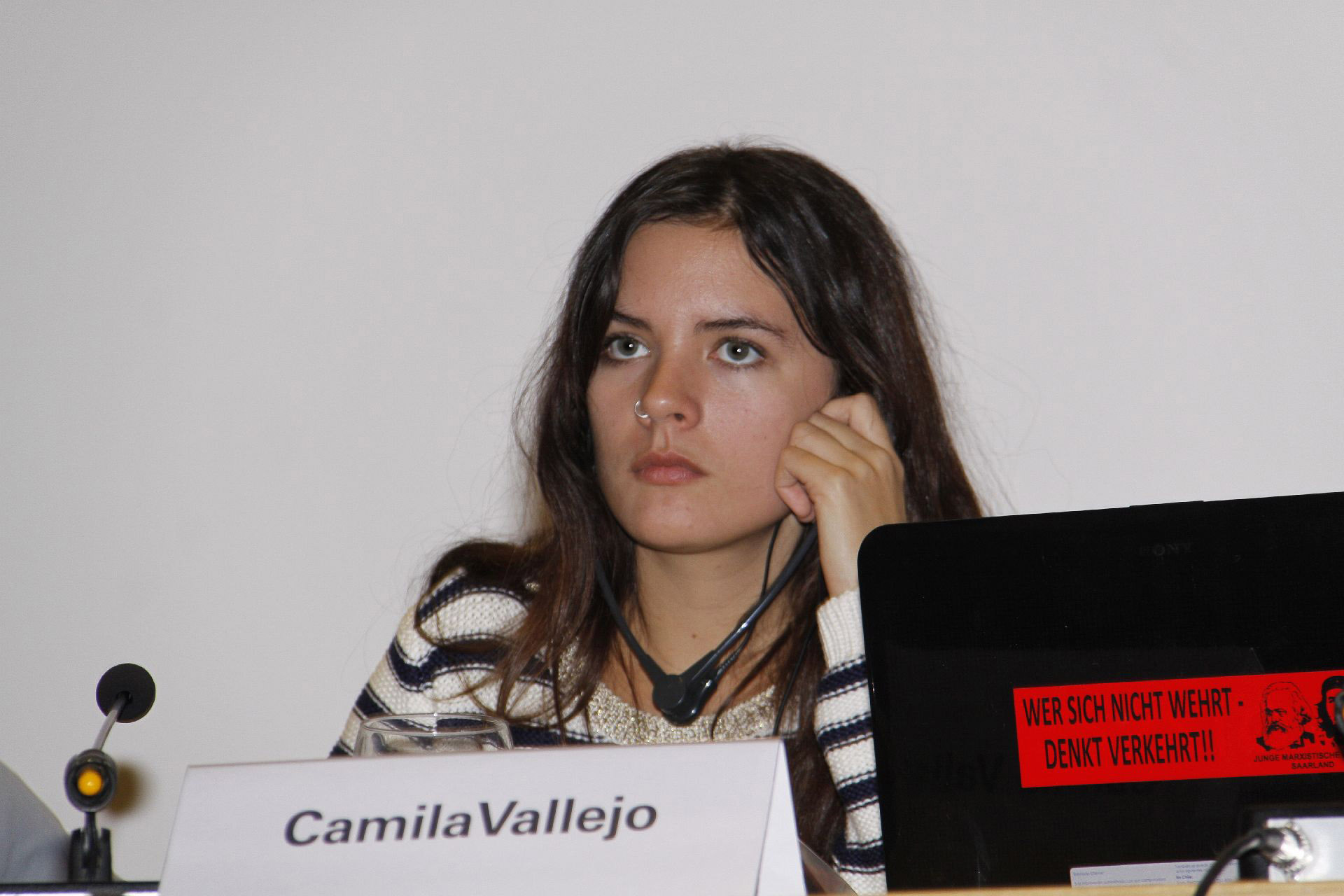
Camila Vallejo, presidenta de la FECh 2010-2011.

Al regreso de la democracia, la FECh cayó en un período de profunda crisis, que culminó en su cierre en 1993 por falta de quorum en las elecciones generales. Fue refundada al año siguiente por un movimiento liderado por el estudiante comunista Rodrigo Roco.
En 2003, por primera vez en décadas en la historia de la FECh, un grupo independiente de derecha, encabezado por Luis Felipe San Martín bajo el nombre Unidos por la Chile ganó la federación, en oposición a la línea política histórica y fundacional de la misma.

Durante la primera década de 2000 se produjeron importantes movilizaciones estudiantiles en el 2006, el 2008 y el 2011, en las cuales la FECh desempeñó un papel de suma importancia. Durante la de 2011 la presidenta de la FECh, Camila Vallejo, fue una de las líderes del movimiento logrando una gran adhesión popular y mediática.

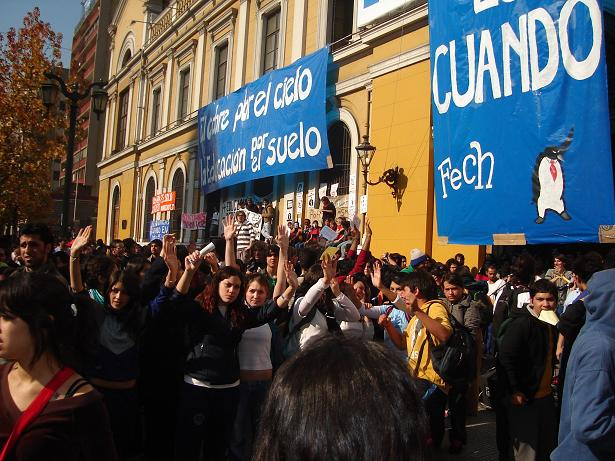
FECh toma la Casa Central, en apoyo a la movilización estudiantil de 2006.

Desde 2010, diversos grupos de izquierda han estado a la cabeza de la federación entre los que destacan las Juventudes Comunistas, la Izquierda Autónoma, el FEL y la UNE. Se han sucedido, entre otros, la administradora pública y diputada Camila Rojas, de la IA; Daniel Andrade, estudiante de ingeniería y militante de la UNE; Alfonso Mohor y Karla Toro.
En 2019, luego de unas elecciones que no lograron quorum, asumió como presidenta de la mesa interina Emilia Schneider, militante del Frente Amplio y primera transgénero en ocupar tal cargo. En dichas elecciones votó apenas el 15 % de los estudiantes habilitados, por lo que al tratarse de la segunda elección sin quorum, se disolvió la FECh y se debió realizar un congreso refundacional. Dicho congreso, cuyas funciones acabaron durante la primera mitad de 2023, elaboró un nuevo estatuto reglamentario FECh. El principal cambio en el nuevo reglamento fue la forma de presentarse a los cargos, conformando listas de candidatos en vez de presentarse candidaturas individuales.
El segundo semestre del año 2023 se llevaron a cabo las primeras elecciones de la Federación tras casi cinco años desarticulada, las elecciones fueron ganadas por la lista «Súbete a la FECh», compuesta por las Juventudes Comunistas de Chile y Convergencia Social.

## Organización

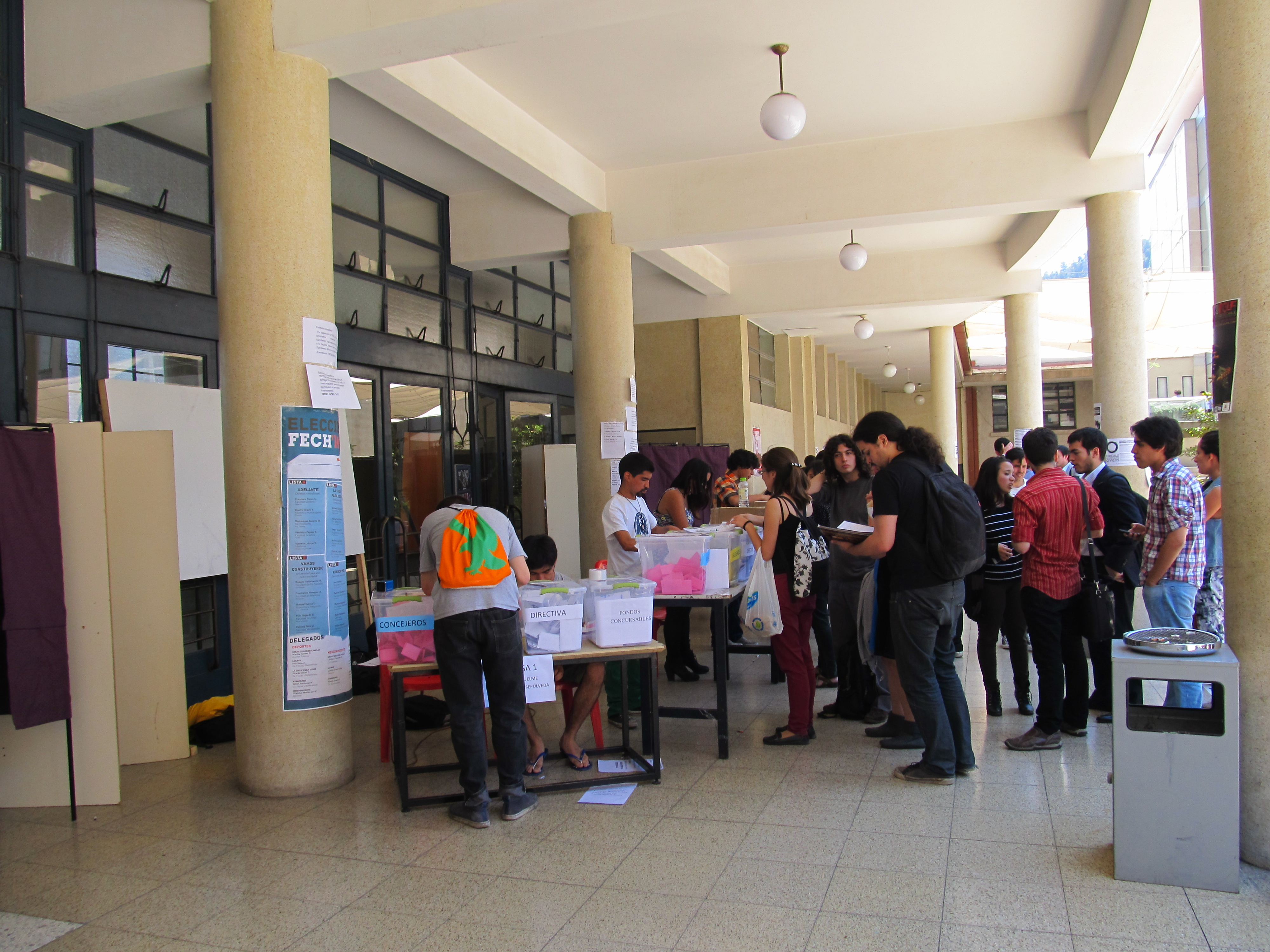
Votación por la mesa directiva de la FECh en la Facultad de Derecho en 2013.

La FECh ha adoptado a lo largo de su historia, diferentes formas de organización. Históricamente la Federación ha sido disputada por organizaciones estudiantiles de clara filiación política sea partidista o no.
Actualmente, y tras la aprobación de los nuevos estatutos emanados del congreso refundacional, funciona con una mesa directiva compuesta por siete cargos anuales elegidos en votación universal estudiantil, siendo electa la mesa directiva a través de un sistema de listas, donde la lista que logre obtener la mayoría absoluta de los votos asumirá con todos los cargos de la mesa, sin perjuicio de la representación que exista a través de los consejeros electos de forma territorial por cada Facultad y aquellos escaños asignados para pueblos originarios.

Composición del Pleno FECh 2016, considerando la Mesa FECh, Concejeros y Delegados.

Además existen áreas ejecutivas que se preocupan de los diferentes ámbitos del quehacer de la Federación, estas son: Departamento de Comunicaciones, Centro Extensión Artística y Cultural (CEAC),  Departamento de Proyectos y Centro de Estudios (CEFECH). Todas estas áreas están dirigidas por la Coordinación General de la Federación.
La Federación cuenta así mismo con un órgano deliberativo llamado Pleno de Federación, donde participan la mesa directiva, los presidentes o voceros de cada estructura local (generalmente Centros de Estudiantes), reunidos en el Consejo de Representantes de Centros de Estudiantes (CRECE) y los Consejeros FECh, elegidos por votación universal en cada Facultad para dicho efecto, además de aquellos elegidos por escaños supernumerarios asignados para pueblos originarios. Además, las Secretarías, autónomas de la mesa directiva, contarán con representación de voz y voto en el pleno, a través de la Coordinación de las mismas (COSEFECH). 
Los Centros de Estudiantes son la forma de organización estudiantil más típica de las facultades e institutos y carreras. En la Facultad de Filosofía y Humanidades existe una Asamblea llamada Coordinadora de Estudiantes de Filosofía y Humanidades (CEFH) que reemplaza al Centro de Estudiantes.
Los Consejeros deben además, formar parte de una de las «Secretarías Abiertas» de trabajo estudiantil, donde pueden participar todos los estudiantes. Actualmente existen: Secretaría de Asuntos Académicos; Secretaría de Trabajos Voluntarios; Secretaría de Bienestar; Secretaría del Trabajo; Secretaría de Financiamiento; Secretaría de Ecología y Medio Ambiente; y Secretaría de Género.
Mesa Directiva
Máximo órgano administrativo  y representativo de la Federación ante la universidad, otras federaciones y el país. Cuenta con siete cargos electos mediante mayoría absoluta y listas cerradas.
Cuerpo de Consejerías FECh
Son los representantes de cada Facultad y cuentan con voz y voto en el Pleno de Federación, son electos de forma territorial, mediante sistema proporcional y pueden ser reelectos una única vez. La distribución de los escaños correspondientes a cada Facultad está regulada en los Estatutos FECh.
Consejo de Representantes de Centros de Estudiantes (CRECE)
Órgano coordinador  de los Centros de Estudiantes, compuesto por las presidencias o representantes equivalentes de todos los Centros de Estudiantes acreditados por la Federación.
Coordinadora de Secretarías FECh (COSEFECh)
Órgano coordinador  de las Secretarías temáticas de la Federación, compuestas por sus integrantes y dirigida por una coordinación. Todos los integrantes de COSEFECh tienen derecho a voz en el Pleno de Federación, pero el derecho a voto se reserva a los representantes electos por cada Secretaría.

## Trabajos voluntarios de la FECh
| Lista de trabajos | Lista de trabajos                                                   |
| Periodo           | Lugar                                                               |
| ----------------- | ------------------------------------------------------------------- |
| 1983              | Cañete                                                              |
| 1984              | Copiapó                                                             |
| 1985-1986         | San Felipe, Los Andes                                               |
| 1986-1988         | Santiago: Poblaciones Santa Olga, Lo Hermida, San Gregorio          |
| 1988-1989         | Lota                                                                |
| 1989-1990         | Lolorruca                                                           |
| 1990-1991         | Chiloé                                                              |
| 1991-1992         | Chiloé                                                              |
| 1992-1993         | Chiloé                                                              |
| 1997-1998         | Diversas comunas de la Región de La Araucanía y Región de Los Lagos |
| 1998-1999         | Curarrehue                                                          |
| 1999-2000         | Traiguén y Lumaco                                                   |
| 2000-2001         | Traiguén y Lumaco                                                   |
| 2002-2003         | Puerto Saavedra                                                     |
| 2003-2004         | Siete regiones del país                                             |
| 2005-2006         | Monte Patria                                                        |
| 2006-2007         | Canela                                                              |
| 2007-2008         | Punitaqui, Combarbalá, Río Hurtado, Monte Patria y Canela           |
| 2008-2009         | Putaendo                                                            |
| 2009-2010         | Lolol                                                               |
| 2010-2011         | Paredones, Retiro y Lolol                                           |
| 2011-2012         | Retiro                                                              |
| 2018-2019         | Curepto                                                             |
| 2020-2021         | Asistencia a organizaciones sociales                                |
| 2023              | María Pinto                                                         |
| 2024              | Canela y Quilpué                                                    |

Los trabajos voluntarios se posicionan desde el aportar en todas las áreas de conocimiento desde una perspectiva interdisciplinar, velando por un aprendizaje bidireccional enfocado en los aportes de los estudiantes, tanto como el conocimiento de las comunidades. 
Los antecedentes de los trabajos de verano se remontan a la fundación de la FECh el 21 de octubre de 1906, cuando un grupo de profesores y estudiantes de medicina fueron a vacunar pobladores durante una epidemia de fiebre amarilla en Valparaíso, producto de la cual resultó infectado el estudiante Marcos Macuada, lo que le causó la muerte. Dos años antes el Centro de Estudiantes de Medicina había iniciado una fuerte labor organizativa, en la que incluso llegaron a publicar la primera revista estudiantil, el «Boletín de Medicina». En los años 1920, los estudiantes organizaron la Universidad Popular Lastarria, clínicas jurídicas gratuitas, dispensarios de medicinas, entre otras iniciativas de ayuda social. Durante gran parte del siglo XX continuaron con las labores asistencialistas y de educación popular, incluyendo la Escuela Nocturna para Obreros de la Construcción (ENOC), que aún existe.
El golpe de Estado del 11 de septiembre de 1973 derogó las federaciones universitarias reemplazándolas por directivas designadas por los rectores delegados, casi siempre militares. En el caso de la Universidad de Chile, su federación es reemplazada por la FECECH. La FEChse reorganizó en la clandestinidad, y comenzó a organizar trabajos voluntarios. Luego de que la FECh se rearticulara y volviera a elegir un presidente, el demócrata cristiano Yerko Ljubetic, la FECh comenzó a instaurar oficialmente sus primeros trabajos voluntarios, siendo el escogidas cinco localidades del valle de Aconcagua para iniciar; Casuto, Llay Llay, San Felipe, Los Andes y Lo Calvo, en áreas rurales que cuentan con organizaciones ligadas a la iglesia (colegios, como en el caso de Llay Llay) o sindicatos que ofrecen sus instalaciones para pernoctar.
A fines de 1984, el régimen de Pinochet establece que los trabajos voluntarios de cualquier índole deben solicitar permiso respectivo, a lo que la FECh se niega. El gobierno informó que los trabajos no autorizados están prohibidos por el reciente artículo 24.º transitorio y el estado de sitio imperante. Finalmente, los trabajos se fijaron entre el 1 y el 15 de febrero, con énfasis en la seguridad de los estudiantes, ya que se implementó una ficha personal para cada joven, y éstos se llevaron a cabo con casi total normalidad. Sin embargo, Carabineros de Chile intervino y arrestó a los estudiantes, expulsándolos de la zona, siendo durante su arresto muerto el estudiante Patricio Manzano, lo que incrementará la tensión política.
Otros trabajos que se realizaron durante la dictadura militar fueron los de Lota en 1988, y Lolorruca en 1989, una localidad ubicada entre Lanco y Loncoche, donde se reconstruyó una escuela que se había incendiado, y se realizaron consultas médicas y veterinarias.
Tras el retorno de la democracia se harán grandes proyectos en la isla de Chiloé, apoyados por la gobernación local y la JUNAEB, por tres años sin embargo al final del proyecto, se desistió de esa fórmula y se optó por repartirse por distintos puntos del país. Posteriormente se regresó a la antigua forma de elegir comunas y distritos con grandes necesidades y se organizan los recursos para ir en su ayuda.
Actualmente los trabajos voluntarios son administrados por la Secretaría de Extensión y Trabajos Voluntarios de la Federación.